# Elke Twesten

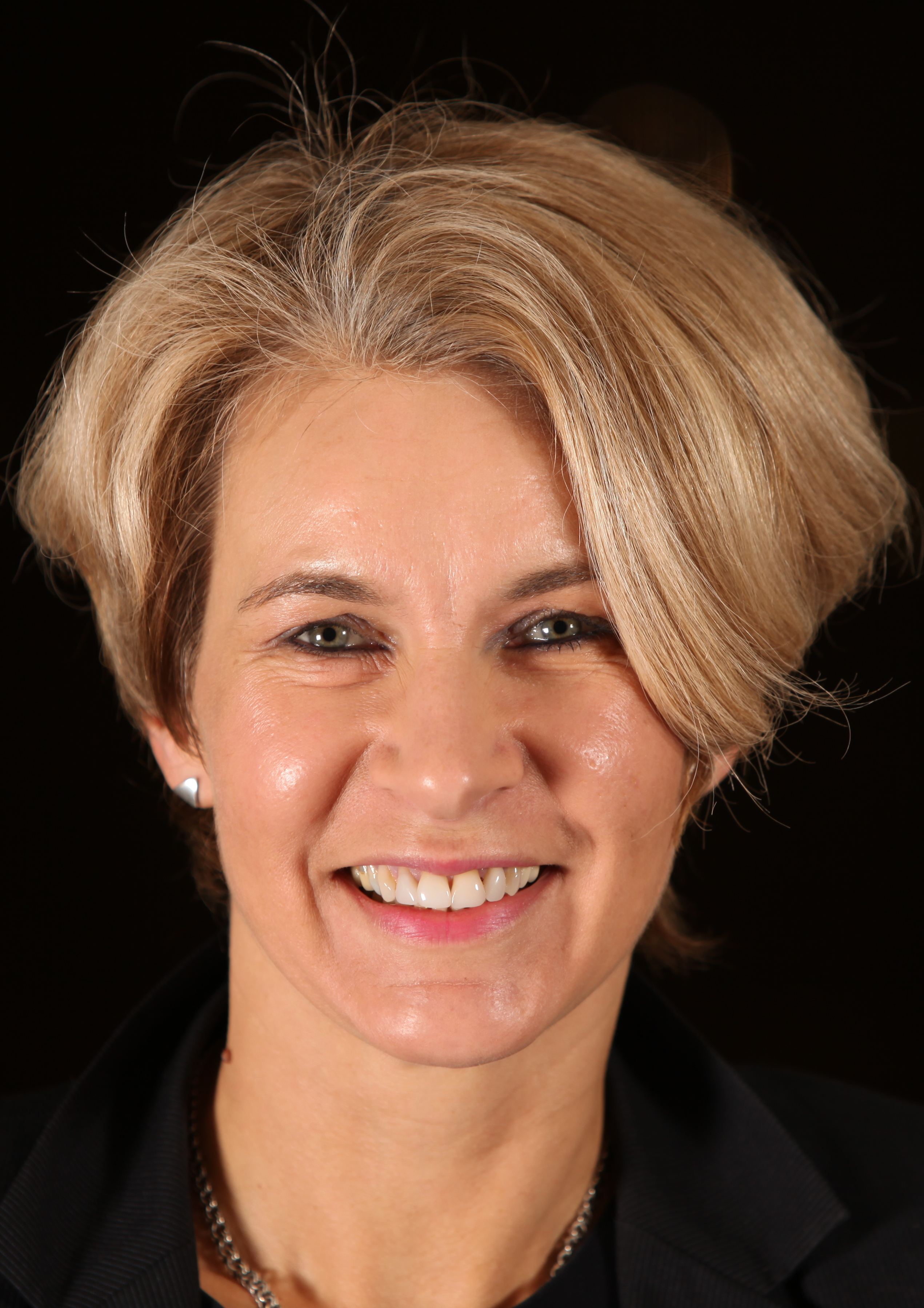
Elke Twesten (2009)

Elke Twesten (* 7. Juli 1963 in Scheeßel) ist eine deutsche Politikerin (CDU, ehemals Bündnis 90/Die Grünen) und war bis zur Landtagswahl in Niedersachsen 2017 Mitglied des Niedersächsischen Landtags. Durch ihren Übertritt von den Grünen zur CDU im August 2017 verlor die rot-grüne Landesregierung von Ministerpräsident Stephan Weil (SPD) ihre parlamentarische Ein-Stimmen-Mehrheit.

## Familie, Ausbildung und Beruf
Twesten wuchs in ihrem Geburtsort im niedersächsischen Scheeßel auf und machte 1982 das Abitur an der Eichenschule Scheeßel. Anschließend erwarb sie an der Staatlichen Fremdsprachenschule in Hamburg einen Abschluss als Fremdsprachensekretärin. Nach einjähriger Berufstätigkeit schlug sie eine Beamtenlaufbahn ein und studierte von 1984 bis 1987 an der Fachhochschule des Bundes im Fachbereich Finanzen (Zoll) am damaligen Standort Sigmaringen. Sie schloss als Diplom-Finanzwirtin (FH) ab und qualifizierte sich damit für den gehobenen Dienst der Bundeszollverwaltung. Von 1987 bis zu ihrem Einzug in den Niedersächsischen Landtag 2008 arbeitete sie in der Zollabteilung der damaligen Oberfinanzdirektion Hamburg, unterbrochen von jeweils etwa 18-monatigen Erziehungsurlaubszeiten. Die wesentlichen Rechte und Pflichten aus dem Beamtenverhältnis zum Bund ruhten zunächst für die Dauer des Landtagsmandats. Zum Wintersemester 2017/18 immatrikulierte sie sich an der Buxtehuder Hochschule 21 im zweijährigen berufsbegleitenden MBA-Studiengang Führungskompetenz. Zudem arbeitet sie wieder in der Generalzolldirektion in Hamburg.
Elke Twesten lebt in Scheeßel, ist geschieden und hat drei Töchter. Seit 2021 ist sie Vorsitzende des Heimatvereins Scheeßel.

## Politische Laufbahn
1997 wurde Twesten Mitglied der Grünen. Sie war Ratsfrau in Scheeßel und saß von 2006 bis 2021 im Kreistag des Kreises Rotenburg. Im Januar 2007 wurde sie zur stellvertretenden Landesvorsitzenden der Grünen in Niedersachsen gewählt. Sie trat zur Landtagswahl in Niedersachsen 2008 als Direktkandidatin im Wahlkreis 53 Rotenburg an und erreichte 8,2 % der Erststimmen. Da die Grünen 12 Mandate errangen, erhielt sie über Platz 9 der Landesliste einen Sitz im Landtag. Bei der Landtagswahl 2013 gelangte Twesten als 19. von 20 Bewerbern der Grünen über die Landesliste in den Landtag.
2013 beabsichtigte Twesten, bei der Landratswahl im Landkreis Rotenburg (Wümme) zu kandidieren, obwohl sich die Spitzen der Kreistagsfraktionen von Grünen, SPD und WFB bereits auf einen parteilosen Bewerber verständigt hatten. Einem Pressebericht zufolge konnte sie nur mit Mühe von einer Kandidatur abgehalten werden. Im Jahre 2014 trat Twesten für die Grünen bei der Landratswahl im Landkreis Stade an. Mit 14 % der Stimmen unterlag sie dem parteilosen Amtsinhaber Michael Roesberg (56 %) und Robert Crumbach (SPD) (30 %).

## Partei- und Fraktionswechsel
Twesten war als Politikerin Anhängerin von Schwarz-Grün. Nachdem es in ihrem Kreisverband heftige Auseinandersetzungen über die strategische Ausrichtung der Partei gegeben hatte, wählten die Mitglieder der Grünen im Landtagswahlkreis Rotenburg am 30. Mai 2017 in ihrer Aufstellungsversammlung Birgit Brennecke anstatt Twesten als Direktkandidatin für die Landtagswahl im Januar 2018. Zuvor hatte Twesten eine mögliche Direktkandidatur im benachbarten Landtagswahlkreis Bremervörde offen gelassen („am liebsten da kandidieren, wo ich auch lebe“), danach nur für diesen verneint („Nicht für den Landkreis Rotenburg, nein.“). Die Landesdelegiertenkonferenz der Grünen zur Aufstellung der Landesliste war auf den 11. bis 13. August 2017 terminiert.
Am 4. August 2017 erklärte Twesten auf einer gemeinsamen Pressekonferenz mit CDU-Fraktionschef Björn Thümler ihren Austritt aus Partei und Landtagsfraktion von Bündnis 90/Die Grünen und kündigte den Eintritt in die CDU-Landtagsfraktion an. Damit verlor die rot-grüne Landesregierung ihre parlamentarische Mehrheit. Twesten sagte, sie sehe ihre politische Zukunft in der CDU. Nach eigener Aussage strebte Twesten auf längere Sicht ein Mandat im Bundestag oder im Europaparlament an. Eine Landtagskandidatur für die CDU kam faktisch nicht mehr in Betracht, weil die Partei die Kandidatenaufstellung mit dem Beschluss über die Landesliste am 6. Mai 2017 bereits abgeschlossen hatte.
Ministerpräsident Stephan Weil (SPD) forderte nach Twestens Austritt aus Fraktion und Partei von Bündnis 90/Die Grünen eine rasche Parlamentsauflösung und umgehende Landtagsneuwahlen. Ihr Parteiwechsel sei zudem „besonders anrüchig“, da sie ihr Landtagsmandat nicht direkt, sondern lediglich über die Landesliste der Grünen erhalten habe. Der Grünen-Bundesgeschäftsführer Michael Kellner verlangte die Rückgabe ihres Mandats, da Twestens Handeln eine „Verfälschung des Wählerwillens“ und Verrat am rot-grünen Wahlsieg von 2013 sei. Twesten wies die Vorwürfe zurück; was sie nun von Grünen-Politikern erlebe, sei „zum Teil niederträchtig, zutiefst beleidigend und menschlich unanständig“. Ihre parteiinterne Kritik sei ignoriert und Sorgen der Bürger seien nicht berücksichtigt worden.
SPD und Grüne unterstellten, dass Twesten von der CDU Vorteile versprochen worden waren, um ihr den Schritt zu erleichtern. Beide dementierten das, jedoch räumte Twesten ein, in den zwei Wochen vor ihrem Übertritt konkrete Gespräche mit Oppositionsführer Thümler und dem CDU-Landesvorstand geführt zu haben. Die Initiative sei von beiden Seiten ausgegangen, und man habe sich „aufeinander zubewegt“. Auf die Frage, ob die ersten Anfragen vonseiten der CDU gekommen seien, antwortete Twesten: „Kein Kommentar.“
Mitglieder der Grünen-Landtagsfraktion erklärten der Wochenzeitung Zeit, schon als die Landtagsfraktions-Posten zu Beginn der Legislaturperiode 2013 verteilt wurden, habe Twesten in einer Fraktionssitzung sinngemäß gesagt: „Ich habe auch ein Angebot von der CDU-Fraktion.“ Dies wurde so verstanden, dass sie damit ihre Verhandlungsposition stärken wollte. Die Fraktionsführung bot ihr daraufhin das Amt einer Schriftführerin des Landtags an. Damit wurde Twesten Mitglied des Landtagspräsidiums.
Sowohl der parlamentarische Geschäftsführer der Grünen-Fraktion im Niedersächsischen Landtag, Helge Limburg, als auch der frühere Landtagspräsident Rolf Wernstedt (SPD) erklärten wenige Tage nach ihrem Austritt aus Partei und Landtagsfraktion von Bündnis 90/Die Grünen in der Nordwest-Zeitung, dass Twesten bei Gesprächen ihnen gegenüber von einem „unmoralischen Angebot der CDU“ berichtet habe. Auch Grünen-Fraktionsvorsitzende Anja Piel sagte, dass Twesten mehreren Parteifreunden erzählt habe, „dass sie Angebote bekommen hat. Sie hat schon vor Jahren gesagt, dass sie auch von anderer Stelle Perspektiven aufgezeigt kriegt.“ Piel habe die Äußerung aber nicht ernst genommen, da diese „ab und an mal vorkam, und auch schon sehr früh in der Legislaturperiode“.
Am 7. August 2017 trat Twesten in die CDU ein und wurde zugleich Mitglied der Landtagsfraktion der Christdemokraten in Niedersachsen, der Landtag beschloss am 21. August 2017 seine Auflösung.
Wie der Bremer Weser-Kurier im August 2017 berichtete, hatte Twesten sich im Frühjahr 2017 für die Nachfolge der Bremer Frauenbeauftragten Ulrike Hauffe beworben und war dabei in die engere Wahl gelangt. Der Vorgang zeige, so der Weser-Kurier, dass „Elke Twesten […] der Grünen-Fraktion im niedersächsischen Landtag schon länger überdrüssig“ war.